# Terellia ceratocera
Terellia ceratocera
 es una especie de insecto del género Terellia de la familia Tephritidae del orden Diptera.
Las alas miden entre 4.3 y 6.4 mm de largo.  Se alimentan de plantas de la familia Asteraceae, especialmente de las especies  Centaurea scabiosa y Centaurea alpestris.
Friedrich Georg Hendel la describió científicamente por primera vez en el año 1913.

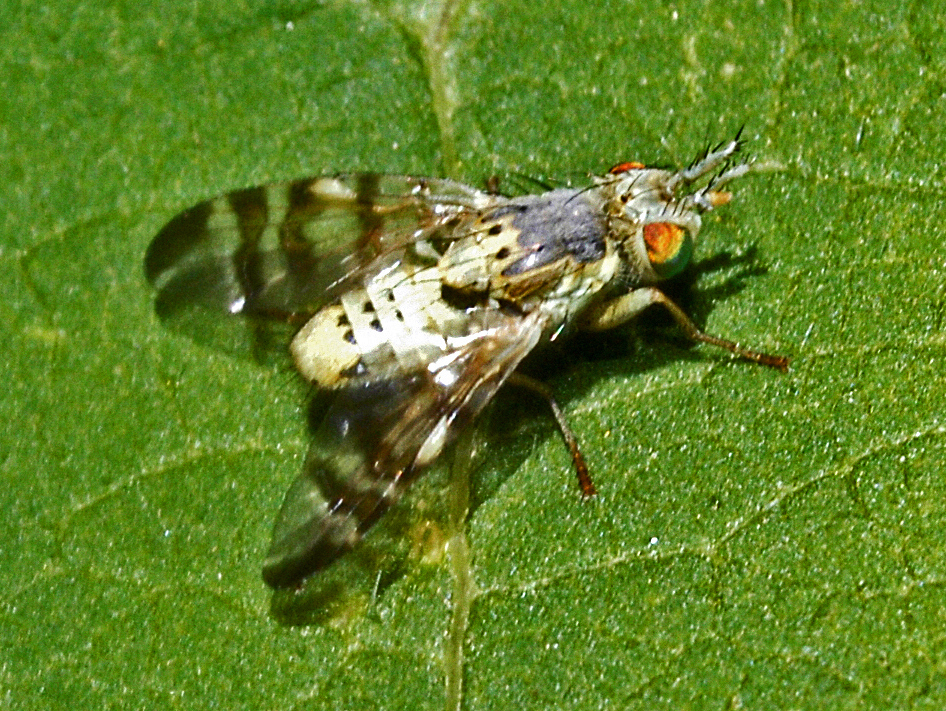
T. ceratocera